# Mateus Magala
Mateus Magala (ur. 28 sierpnia 1963 w Maputo) – mozambicki ekonomista i polityk, od 2022 roku minister transportu i komunikacji.

## Życiorys
W 1990 roku uzyskał tytuł magistra inżyniera mechaniki na Vysoké učení technické v Brně, w 1998 roku tytuł magistra administracji biznesowej i magistra ekonomiki i zarządzania transportem na University of Sydney, a w 2000 roku magistra ekonomii i ekonometrii na tej samej uczelni. W 2004 roku uzyskał stopień doktora ekonomii na Victoria University w Sydney.
W latach 2008–2015 pracował w Afrykańskim Banku Rozwoju, zaczynał jako główny ekonomista, następnie był doradcą ds. strategii oraz przedstawicielem banku w Zimbabwe. Został następnie prezesem i dyrektorem naczelnym państwowej spółki energetycznej Electricidade de Moçambique, w październiku 2018 roku został odwołany z tej funkcji. We wrześniu 2018 roku został mianowany wiceprezesem Afrykańskiego Banku Rozwoju ds. zasobów ludzkich i usług korporacyjnych.

### Działalność polityczna
13 czerwca 2022 roku prezydent Filipe Nyusi nominował Magalę na funkcję ministra transportu i komunikacji, zastąpił na tej funkcji Janfara Abdulaiego.